# 澳洲鰻鱺
澳洲鰻鱺（学名：Anguilla australis），又名黑鰻，为鳗形目鰻鱺科鰻鱺屬下的一个种。分布于澳大利亚东南部、新西兰以及包括新喀里多尼亞、诺福克岛、豪勳爵島、大溪地和斐濟在内的绝大多数南太平洋国家和地区。